# Цетинский монастырь
Цетинский монастырь (серб. Цетињски манастир) — сербский православный монастырь Рождества Пресвятой Богородицы в исторической столице Черногории, городе Цетине.

## История
Был построен в 1484 году Иваном Черноевичем, после чего в нём была размещена кафедра Зетской епархии. После 1493 года местный иерарх именовался «епископом черногорским и приморским». В 1692 году монастырь был разрушен до основания турками, затем был заново выстроен владыкой Данилой на месте недалеко от своего прежнего положения. Новый монастырь был построен из старых камней и получил пластину с печатью Черноевича. В 1714 году монастырь вновь был сожжён турками и был восстановлен в 1743 году черногорским митрополитом Саввой II Негошем. Был отстроен несколько раз, последний раз — в 1927 году.
В монастыре Рождества Богородицы хранятся мощи святого Петра Цетинского.
В 1972 году зарегистрирован как принадлежащий Церкви, в 2005-м — как принадлежащий муниципалитету Цетине.

## Реликвии
В монастыре хранятся:
- Десница Иоанна Крестителя,

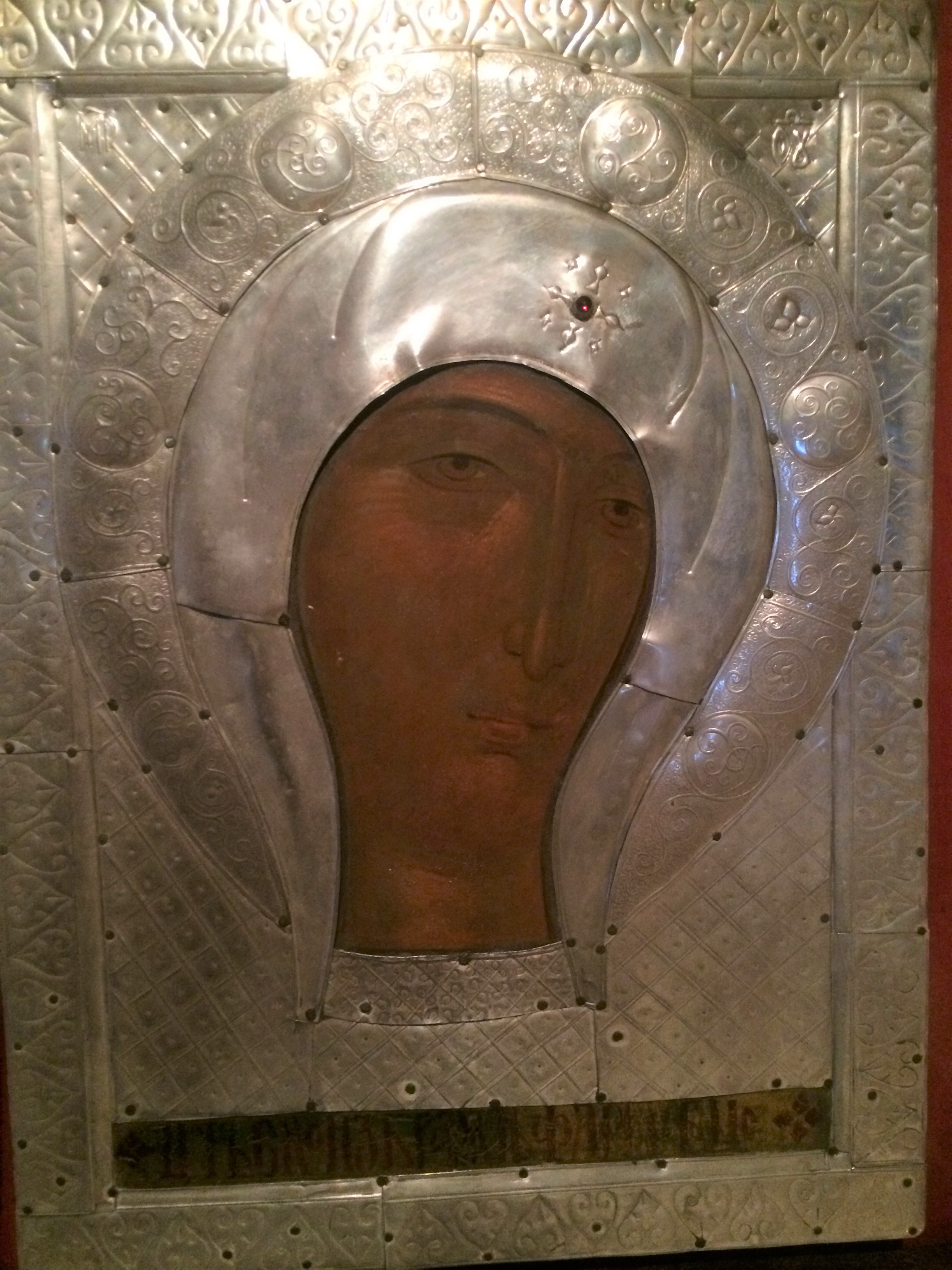
Список Филермской иконы Божией Матери

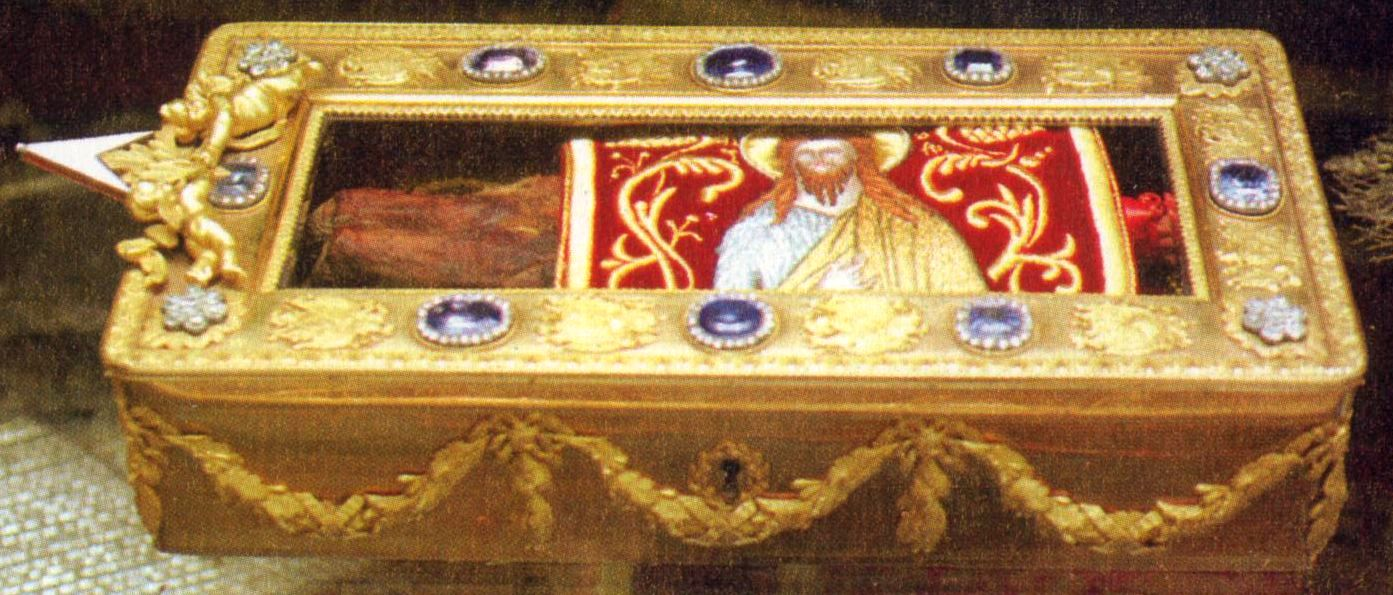
Десница Иоанна Крестителя

- Частица Животворящего Креста Господня,
- Мощи святого Петра Цетинского (Петр I Петрович Негош),
- Епитрахиль Святого Саввы,
- Список Филермской иконы Божией Матери,
- Корона короля Стефана Дечанского.

## Настоятели
- 1998—2000 Лука (Анич), архимандрит (1959 — †8.2.2013)